# Onkolytische Viren
Onkolytische Viren sind Viren, die direkt oder indirekt Tumorzellen töten. Onkolytische Viren besitzen verschiedene Wirkungsmechanismen, z. B. indem sie Tumorzellen infizieren und lysieren, eine Immunantwort erzeugen oder Toxine und Tumorsuppressorgene in Tumorzellen einführen. Sie werden experimentell im Rahmen einer onkolytischen Virotherapie (englisch: oncolytic cancer virotherapy) zur Therapie von Krebserkrankungen eingesetzt.

## Eigenschaften
Ein Beispiel für ein natürlich vorkommendes onkolytisches Virus ist das Seneca-Valley-Virus. Die meisten onkolytischen Viren werden gentechnisch erzeugt und an ihre Wirtszellen sowie eventuell mit toxischen, Angiogenese-hemmenden, immunogenen, immunmodulatorischen oder Tumorsuppressor-Transgenen angepasst.
Onkolytische Viren sollen sich möglichst spezifisch nur in Tumorzellen vermehren und dadurch den Tumor zerstören (Onkolyse). Der Ansatz basiert auf der Hypothese, dass onkolytische Viren gezielt Tumoren infizieren, gleichzeitig auch eine spezifische Immunantwort induzieren und keine schweren Nebenwirkungen hervorrufen können. Das Ziel dabei ist, eine systemische Anwendung zu erreichen, bei der auch Tumormetastasen im ganzen Körper infiziert werden können.
Weiterhin könnten sie eine therapeutische Alternative bei Tumoren bieten, die nicht operativ entfernt werden können oder eine Resistenz gegen Chemo- oder Strahlentherapie entwickelt haben. Ebenso könnten möglicherweise Synergien durch die kombinierte Behandlung mit onkolytischen Viren und Standardbehandlungen wie Chemotherapie erzielt werden.
Ziele der gentechnischen Modifikation sind daher eine Verbesserung der Spezifität, Effektivität oder Langzeitwirkung, die Expression eines Transgens oder die Vermeidung einer Immunsuppression oder einer Überreaktion im Immunsystem.
Unerwünschte Nebenwirkungen waren bei den ersten onkolytischen Viren schwere Infektionsverläufe mit erhöhter Morbidität und Mortalität sowie eine Immunreaktion gegen das Virus im Sinne einer Vektor-Immunität, die – obwohl symptomfrei – zu einem vorzeitigen Abbau der onkolytischen Viren führte, bevor ihre Zielzellen erreicht wurden.
Zurzeit werden verschiedene Viren bzw. daraus abgeleitete virale Vektoren in klinischen Studien untersucht, darunter Adenoviren, Herpes-simplex-Viren (oHSV), Reoviren, Parvovirus B19, Pockenviren, das Masernvirus, das Sendaivirus, das Newcastle-Disease-Virus, Picornaviren und das Seneca-Valley-Virus. Im Gegensatz zu viralen Vektoren für die Gentherapie oder zur Verwendung als Impfstoffe ist jedoch eine Vermehrung von onkolytischen Viren im Wirt oftmals erwünscht (Replikationskompetenz). Durch die Replikationskompetenz wird die Wirksamkeit der onkolytischen Viren erhöht.

## Geschichte
Der Zusammenhang zwischen einer Virusinfektion und einer Tumorregression wurde ab 1904 beschrieben, bei Zervixkarzinomen, Burkitt-Lymphomen und Hodgkin-Lymphomen. Ab der Mitte des 20. Jahrhunderts wurden auch Immunisierungsversuche gegen Tumoren durchgeführt. In den 1960er Jahren wurden erste Erfolge mit Polioviren an HeLa-Zellen tragenden Meerschweinchen erzielt. Auch das Adenovirus, Coxsackie-Virus und einige andere wurden untersucht. Die erzeugte Onkolyse war weder vollständig noch andauernd. Aufgrund mangelnden Erfolgs und fehlender gentechnischer Methoden wurde die Virotherapie in den folgenden Jahren weitestgehend eingestellt.

## Klinische Phasen
Das weltweit erste zugelassene onkolytische Virus ist Gendicine, das 2003 in China zugelassen wurde. Darauf folgte das H101-Virus (Oncorine) von Shanghai Sunway Biotech, das 2005 in China zugelassen wurde. Bei diesem Virus, und auch dem ähnlichen Onyx-15-Virus, wurden virale Gene entfernt, die mit p53 interagieren. Diese Viren infizieren zwar nicht nur Tumorzellen, töten aber bevorzugt Tumorzellen. Während langfristige Überlebensraten der Patienten unbekannt sind, ist die kurzzeitige Ansprechrate bei Behandlung mit H101 und Chemotherapie doppelt so hoch im Vergleich zu einer Behandlung nur mit Chemotherapie. Die Ansprechrate steigt, wenn das Virus direkt in den Tumor injiziert und das resultierende Fieber nicht unterdrückt wird.
- OncoVEX GM-CSF von BioVex wurde in Phase III an Patienten mit fortgeschrittenen Melanomen und bei Kopf-Hals-Karzinomen getestet.

- REOLYSIN von Oncolytics Biotech ist in Phase III gegen Kopf-Hals-Karzinome[17][18]

- JX-594 von Jennerex befindet sich in Phase II gegen Leberzellkarzinome.[19][20] JX-594 ist ein Thymidinkinase-deletiertes Vacciniavirus mit GM-CSF.[21][22]

- NTX-010 ist in Phase II gegen Kleinzellige Bronchialkarzinome.[17]

- CGTG-102 (Ad5/3-D24-GMCSF) von Oncos Therapeutics ist in Phase I.[23]

- GL-ONC1 von Genelux ist in Phase I gegen solide Tumoren.[24][25]

- Cavatak ist in Phase II gegen maligne Melanome.[26][27][28]

- Oncorine, in China zugelassen gegen Kopf-Hals-Karzinome,[17] basiert auf dem H101-Virus.[16]

- PVS-RIPO, rezidivierendes Glioblastom